# Royal Military Academy Sandhurst

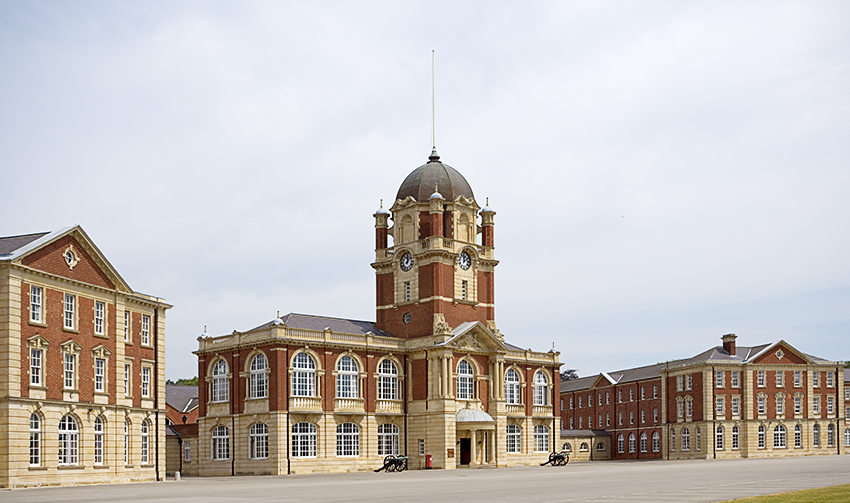
Die Royal Military Academy Sandhurst

Die Royal Military Academy Sandhurst (RMAS, deutsch Königliche Militärakademie) befindet sich im südenglischen Sandhurst in Berkshire, etwa 60 Kilometer südwestlich von London. In dieser Einrichtung bildet das britische Heer seine Offiziere aus. Die Akademie ist auch für Ausländer zugänglich.
Die Einrichtung wurde 1947 aus der Royal Military Academy (RMA) und dem Royal Military College (RMC) gegründet.

## Geschichte
Die Royal Military Academy wurde 1741 gegründet, um Kadetten für die Königliche Artillerie und die Pioniertruppe (Engineers) auszubilden; später auch für das Signal- und Panzerkorps. Der Besuch war gebührenpflichtig. Die Akademie befand sich bis 1939 in Woolwich (heute Südost-London) und wurde zu Beginn des Zweiten Weltkrieges wegen der Mobilmachung geschlossen.
Das Royal Military College wurde im Jahre 1800 als Schule für Verwaltungsoffiziere von John Gaspard le Marchant gegründet. Zwei Jahre später formierte sich eine Unterabteilung, um Kadetten zu Frontoffizieren (en. Line Officers) auszubilden. 1812 zog man in das College in Sandhurst um, welches 1912 um das New College erweitert wurde. In den 1870er Jahren schloss man das East India Company's Military Seminary dem RMC an, welches zuvor in Addiscombe, bei Croydon bestand. Hier wurden sämtliche Offiziere ausgebildet, die ihren Dienst in der indischen Armee des Britischen Empires versehen sollten.
Nach dem Zweiten Weltkrieg wurde die Royal Military Academy Sandhurst gegründet, um sowohl die Tradition der RMA als auch Sandhursts RMC fortzuführen. Heute ist sie die einzige Einrichtung zur Grundausbildung britischer Heeresoffiziere.
1958 ordnete Feldmarschall Montgomery an, ein Denkmal über die bedingungslose Kapitulation Nordwestdeutschlands auf dem Victory Hill bei Wendisch Evern nahe Lüneburg an die Royal Military Academy Sandhurst zu transportieren. Die Kapitulation hatte er am 4. Mai 1945 dort verhandelt und unterschrieben.

## Ausbildung
Seit 1992 werden Männer und Frauen, Akademiker und Nicht-Akademiker in einem einheitlichen System unterrichtet, dem Commissioning Course. Daneben gibt es Kurse für freiwilligen Kurzzeitdienst in der Armee (Gap Year), für berufsqualifizierte Offiziere (wie Ärzte, Tierärzte, Krankenschwestern oder Priester) und Kurse für die Territorial Army.
Offiziere besuchen drei in Trimester gegliederte Grundkurse von 44 Wochen; pro Trimester beginnen 250 bis 270 Kadetten ihre Ausbildung. Nach Abschluss der auch praktisch orientierten Grundkurse erhalten sie den Rang eines „Junior Under Officer“, und spezialisieren sich im zweiten Teil der Ausbildung auf eine Truppengattung. Daneben werden Politik, Internationale Angelegenheiten und Kriegs-Studien (war studies) unterrichtet.

## Bekannte Absolventen
- Harold Alexander, 1. Earl Alexander of Tunis, Feldmarschall im Zweiten Weltkrieg
- Edmund Allenby, 1. Viscount Allenby, Feldmarschall im Ersten Weltkrieg
- Robert Baden-Powell, Gründer der Weltpfadfinderbewegung
- Muhammed Ayub Khan, Präsident Pakistans (1958–1969) und Offizier der Britisch-Indischen Armee im Burma Feldzug
- Iskander Mirza, Erster Präsident Pakistans und Offizier der Britisch-Indischen Militärpolizei
- Hussein bin Abdullah, Kronprinz von Jordanien
- Iman bint Al Hussein, Tochter von Hussein I., früherem König von Jordanien 2002
- Hamad bin Chalifa Al Thani, früherer Emir von Katar, absolvierte die RMC 1971
- Tamim bin Hamad Al Thani, Emir von Katar, schloss 1998 ab
- Qaboos bin Said al-Said, Sultan von Oman, besuchte die RMC im Jahr 1960
- Muhammad bin Zayid bin Sultan Al Nahyan, Herrscher von Abu Dhabi und Präsident der Vereinigten Arabischen Emirate (VAE)
- Hassanal Bolkiah, Sultan von Brunei
- James Blunt, britischer Sänger und Songwriter
- Winston Churchill, britischer Premierminister und Nobelpreis-Träger für Literatur 1953
- Charles à Court Repington, britischer Offizier und Kriegsberichterstatter
- Sir Jack Deverell, General und NATO-Oberbefehlshaber
- Ian Fleming, Autor, Erfinder von James Bond
- Douglas Haig, 1. Earl Haig, Feldmarschall im Ersten Weltkrieg
- Vernon Kell, Gründer und erster Generaldirektor des MI5
- Ian Khama, botswanischer Präsident
- Timothy Landon, kanadischer Nachrichtenoffizier, Regierungsberater und Geschäftsmann
- Bernard Law Montgomery, 1. Viscount Montgomery of Alamein, Feldmarschall im Zweiten Weltkrieg
- Oswald Mosley, Gründer der faschistischen Partei British Union of Fascists
- David Niven, Schauspieler
- John Nixon, britischer General und Befehlshaber der Mesopotamienfront im Ersten Weltkrieg
- Gordon Pascha, Generalgouverneur des Sudan im Mahdi-Aufstand
- Timothy Peake, Europäisches Astronautenkorps
- Mark Phillips, Ex-Ehemann von Prinzessin Anne von England
- Henry Rawlinson, 1. Baron Rawlinson, General im Ersten Weltkrieg
- Frederick Roberts, 1. Earl Roberts, Feldmarschall und Generalstabschef
- Tony Rolt, Autorennfahrer
- Christopher Soames, Politiker und EU-Kommissar
- Ed Stafford, britischer Abenteurer
- Robert Urquhart, Kommandeur der 1. Luftlandedivision während der Operation Market Garden
- Charles Vignoles, Eisenbahningenieur des 19. Jahrhunderts
- Archibald Wavell, 1. Earl Wavell, Feldmarschall im Zweiten Weltkrieg
- John Vereker, 6. Viscount Gort, General im Zweiten Weltkrieg
- Paul von Griechenland, Kronprinz von Griechenland
- Alois von Liechtenstein, Mitglied des Fürstenhauses von Liechtenstein und Erbprinz des Fürstentums Liechtenstein
- Henri von Luxemburg, Großherzog von Luxemburg
- Guillaume von Luxemburg, Erbgroßherzog von Luxemburg
- Jean von Luxemburg, Bruder von Großherzog Henri von Luxemburg
- Sébastien von Luxemburg
- Leka Zogu, albanischer Thronprätendent
- Vajiravudh, früherer König von Thailand
- Hussein I., früherer König von Jordanien
- Abdullah II., König von Jordanien
- Mswati III., König von Eswatini
- Harry, Duke of Sussex
- William, Prince of Wales
- Michael of Kent
- Edward, 2. Duke of Kent

Weder der ugandische Diktator Idi Amin noch der libysche Diktator Muammar al-Gaddafi waren Absolventen der Einrichtung, dies ließ die Akademie nach entsprechenden Berichten verlauten.